# Bigfoot (film, 1967)
 (mars 2008).
Si vous disposez d'ouvrages ou d'articles de référence ou si vous connaissez des sites web de qualité traitant du thème abordé ici, merci de compléter l'article en donnant les références utiles à sa vérifiabilité et en les liant à la section « Notes et références ».
Pour les articles homonymes, voir Bigfoot (homonymie).
Pour plus de détails, voir Fiche technique et Distribution.
Bigfoot est un film réalisé en 1967 par Roger Patterson et Robert Gimlin, qui le présentent comme un documentaire. 
Le film est considéré par ses auteurs et certains cryptozoologues comme une preuve de l'existence du sasquatch, ou « bigfoot », alors qu'elle n'est pas reconnue par les primatologues, faute de spécimen tangible.

## Synopsis
Réalisé dans un canyon californien, ce pseudo-documentaire met en scène une créature évoquant un hominidé bipède, pourvue de longs bras et dotée d'une peau velue.

## Fiche technique
- Titre : Bigfoot
- Autre titre : Patterson-Gimlin Film
- Réalisation : Bob Gimlin et Roger Patterson
- Photographie : Roger Patterson
- Pays :  États-Unis
- Genre : Documentaire
- Durée : 3 minutes
- Dates de sortie : 
  -  États-Unis : 1967

## Controverses autour du film
Certains auteurs affirment qu'il n'y a aucun trucage sur cette vidéo. Bob Gimlin, présent à Bluff Creek avec Patterson ce jour-là, aurait déclaré: « Je ne peux plus rien dire sur cette affaire, je suis vieux, il n'y a jamais eu de canular, mais, si le canular était bel et bien vrai, Roger [Patterson] aurait tout planifié et ne m'en a jamais parlé » .